# Захарин, Михаил Сергеевич
Михаил Сергеевич Захарин (27 мая 1979, Братск, РСФСР, СССР) — российский киллер, активный член т.н. «банды Михаила Скрипника», действовавшей в Иркутской области с 1994 по 2003 год. Членами банды был совершен ряд тяжких и особо тяжких преступлений, в том числе убийства бизнесменов и предпринимателей, а также лидеров и членов противоборствующих преступных группировок. Михаил Захарин был осужден за совершение 9 убийств, совершенных им под руководством Михаила Скрипника с 2002 по 2003 годы. 27 декабря 2006 года он был осужден и получил в качестве уголовного наказания пожизненное лишение свободы. Свою вину Захарин не признал, утверждая что признательные показания он был вынужден дать, находясь под пытками. Помимо криминальной карьеры, Захарин известен своей литературной деятельностью. В 2018 году была издана его книга под названием «Приговоренный к пожизненному. Книга, написанная шариковой ручкой», которую он на протяжении 2 лет писал в исправительной колонии особого режима. Книга произвела в России общественный резонанс и была высоко оценена литературными критиками.

## Биография

### Преступления
Михаил Захарин родился 27 мая 1979 года на территории города Братск, в многодетной семье. Имел брата и сестру Марию. Детство и юность Михаил провел в социально благополучной обстановке. Захарин посещал школу № 32 города Братска, которую окончил в 1993 году. После окончания школы Михаил продолжил образование в Братском профессиональном училище № 54, которое он окончил в 1996 году. В школьные и юношеские годы Михаил Захарин занимался горнолыжным спортом в школе олимпийского резерва «Олимп» и на этом поприще достиг выдающихся результатов. Согласно свидетельствам Аркадия Шибина, мастера спорта и главного судьи чемпионата России-99 по горнолыжному спорту, который проходил в Братске, Михаил Захарин в конце 1990-х годов выигрывал чемпионат и являлся чемпионом России. Однако спортивные достижения не принесли Захарину материального достатка, после чего в конце 1990-х годов он вследствие материальных трудностей начал криминальную карьеру, где благодаря спортивному прошлому стал известен под прозвищем «Лыжник». Близким другом Захарина являлся Павел Баженов, который являлся членом «банды Михаила Скрипника» и его непосредственным доверенным лицом. Скрипник напрямую общался только с Баженовым. Степень доверия лидера банды к Павлу Баженову была столь высока, что в начале 2000-х годов Баженов даже удостоился чести быть приглашенным на празднование дня рождения  криминального авторитета, вора в законе - Владимира Тюрина, который являлся одним из лидеров «Братской» организованной преступной группировки. В начале 2000-х годов Захарин по протекции Баженова также стал членом «банды Скрпиника» и вскоре вошел в ее руководящий состав. В четырёхуровневой преступной организации он и Баженов занимали позиции лишь на ступень ниже лидера банды. Скрипник поручил им оперативное командование другими членами банды. В обязанности Захарина и Баженова входило подготовка преступлений, распределение ролей между рядовыми бойцами банды, обеспечение их автомобилями, оружием, гаражами, рациями и другими необходимыми вещами для успешного выполнения заданий Скрипника. Во время совершения преступлений Михаил Захарин не отличался предельной осторожностью и не выражал особого доверия  к подчиненным. Он предпочитал постоянно носить при себе пистолет «ТТ» и принимать в заказных убийствах самое непосредственное участие.
Так, 14 декабря 2002 года Захарин и другие члены банды, по версии следствия, в самом центре Иркутска — возле восточной трибуны стадиона «Труд» организовали и осуществили покушение на  Иркутского криминального авторитета Павла Киселева по прозвищу «Кисель», в ходе которого был убит Киселев и его 7 спутников, не имевших к криминальному миру никакого отношения. Среди погибших, находившихся в автомобилях «Тойота-Марк II» и «ВАЗ-2108» оказались 15-летний Михаил Соломинский — сын убитого в 1997 году вора в законе по прозвищу «Солома», которого Киселев пригласил в тот день на обед, а также две молодые женщины – супруга Киселева Светлана Сухарева и продавщица торгового дома «Вояж», попросившая криминального авторитета подбросить её к дому подруги, где она накануне оставила свои вещи. Кроме них были убиты трое сотрудников охранного агентства «Гром», отвечавших за безопасность Павла Киселева. Захарин стрелял из сборного «АКМ» по «Жигулям», в которых ехали сотрудники охранного агентства «Гром». В цель попали все 16 его выстрелов. 5 сентября 2003 года банда организовала покушение на Ангарского криминального авторитета 36-летнего Алексея Бердуто, лидера организованной преступной группировки «Пожарники», которого подозревали в причастности к убийству криминального авторитета Вячеслава Гамерника по прозвищу «Гамера». В 12 часов дня возле троллейбусной остановки в микрорайоне Солнечный, киллеры устроили засаду. В ходе стрельбы был убит водитель Алексея Бердуто 21-летний Максим Телущенко по прозвищу «Метла», однако сам Алексей Бердуто остался цел и невредим, несмотря на то, что по автомобилю было выпущено 20 выстрелов. В перерывах между убийствами члены банды Скрпиника  промышляли рэкетом, вымогательством и угоном джипов.
Одной из жертв банды стал местный 50-летний предприниматель по имени Игорь Светлов, которого по версии следствия убил Михаил Захарин совместно с Павлом Баженовым. Светлов обещая большую прибыль, помог одному из своих знакомых банкиров совершить сделку, связанную с размещением денег в инвестиционных фондах США, где у него работал  один из знакомых, однако банкир оказался недоволен размером прибыли и обвинил Светлова в том, что он утаил от него часть прибыли размером в 300 000 долларов. Банкиром оказался одноклассник и друг вора в законе Владимира Тюрина, который по версии следствия поручил Михаилу Скрипнику вынудить Светлова отдать им деньги. Светлов отказался от претензий бандитов, после чего Скрипник поставил Светлова на т.н. «счётчик» и вскоре начал у него вымогать уже 1500 000 долларов. Светлов  перечислил Скрипнику половину суммы, а затем отказался платить, после чего Захарин и Баженов организовали его похищение и убийство. Тело Светлова преступники расчленили и закопали в лесистой местности по Голоустненскому тракту.

### Арест, следствие и суд
14 октября 2003 года Михаил Захарин был арестован в Иркутске оперативниками УБОП и ФСБ Иркутской области вместе с другими тремя членами банды в гаражном кооперативе по улице Красноярской с поличным. В момент ареста Захарин давал подчиненным указания по перегону автомобиля «Тойота Ленд-Круизер», похищенную несколькими днями ранее при вооружённом нападении на водителя компании «Русиа Петролеум». Захарину было предъявлено обвинение в совершении 9 заказных убийств. Другим членам банды, в том числе ее лидеру Михаилу Скрипнику были предъявилены обвинения по шести статьям УК, главными из которых являются создание организованного преступного сообщества, бандитизм и убийства. По уголовному делу проходили 22 потерпевших и около 100 свидетелей. После ареста членов банды, в ходе обыска их квартир, автомобилей и гаражей сотрудники правоохранительных оргнов обнаружили и изъяли несколько машин, огнестрельное оружие (автоматы АКМ, револьвер, ружья) с боеприпасами, радиостанции, приборы ночного видения, несколько комплектов милицейской формы, наручники и другие предметы из аммуниции представителй правопорядка.
Ход расследования контролировала Генеральная прокуратура России. После ареста Захарин из УБОПа был доставлен в иркутский СИЗО-1, где в период с 16 по 23 октября он содержался всего в трёх камерах. В камере № 113. Потом, утром 17 октября, в камере № 41 и в камере № 139, в которой он пробыл до 21 октября, пока не вскрыл себе вены обломком одноразового лезвия вследствие конфликта со своими сокамерниками — Анатолием Чуриновым и Сергеем Ефремовым по прозвищу «Нацист», который в августе 2003 года был приговорен к 17 годам лишения свободы и который в течение 5 дней, согласно заявлению Михаила Захарина, пытался с помощью применения физической силы заставить его чистосердечно признаться в совершении убийств.

Из показаний Михаила Захарина: 
Там находилось два человека, один из них был Ефремов Сергей. Он сразу сказал мне, что я должен рассказать ему и признаться в преступлениях, в которых подозреваюсь. На протяжении целого дня он угрожал мне избиением и заставлял меня написать чистосердечное признание. Вечером он дал мне листок бумаги и ручку, сказав, чтобы я написал всё и во всём признался. Я отказался, тогда он взял полотенце и попытался меня придушить, но у него ничего не получилось, так как я оказал сопротивление ему. На протяжении 5 дней он оказывал на меня моральное и психологическое давление, не давая есть, спать, оскорблял меня и угрожал физической расправой. 20 октября я не выдержал и попытался покончить жизнь самоубийством, вскрыв себе вены лезвием от бритвы. Меня перевели в камеру 135. Сокамерники перевязали мне руку, я поел и поспал. Через полчаса ко мне опять заводят этого Ефремова и ещё его сокамерника по имени Толя. Ефремов сказал, что я никуда от него не денусь и попросил перчатки у Анатолия. Я понял, что меня сейчас будут избивать. Завязалась драка, у меня открылась рана, потекла кровь. Ефремов избивал меня, я, как мог, защищался. Через минуты три-четыре открыли дверь два дежурных, избиение остановилось, я истекал кровью. Ефремов сказал дежурным «всё в порядке» и что он скоро закончит.
На допросах Михаил Захарин отвергал все обвинения, заявлял о своей непричастности и в соответствии со ст. 51 Конституции РФ отказывался от дальнейшей дачи показаний, однако вскоре вынужден был дать признательные показания по многим эпизодам. Описывая следователям обстоятельства похищения и убийства предпринимателя Светлова, Захарин утверждал, что сыграл роль сотрудника ДПС, переодевшись в милицейскую форму с целью остановить автомобиль жертвы, не вызывая у него никаких подозрений. После убийства предпринимателя, Захарин и Баженов отрезали у трупа голову и кисти рук с целью усложнить идентификацию личности жертвы. Согласно материалам уголовного дела, именно Захарин указал на карте место, где были захоронены останки.

Из показаний Михаила Захарина на негласном опросе под видеокамеру о том, как они с Баженовым отрезали Светлову голову и руки и закапывали останки по частям : 
Просто летела вся эта кровь в стороны.
Однако вскоре Захарин отказался от своих признательных показаний, заявив что он дал находясь под давлением следствия и к нему были применены различные пытки.
Из письма в Генеральную прокуратуру адвоката одного из сообщников Захарина - Олега Зырянова: 
4.11.2003 он (Захарин) был вывезен из СИ-1 по заявлению следователя Орлова Р.В. для проведения следственных действий в помещение УБОП УВД Иркутской области, где к Захарину М.С. были применены пытки и избиения, в том числе снова применялся электрический ток, избивали металлической палкой, угрожали убийством, а именно угрожали вывезти на реку Ангару и утопить. Вечером того же дня мой подзащитный был возвращен сотрудниками УБОП в СИ-1 г. Иркутска, где при медицинском осмотре на нем были обнаружены телесные повреждения в виде пореза горла, чего не было на момент выдачи его администрацией СИ-1 сотрудникам УБОП... По доставлении Захарина М.С. в СИ-1 г. Иркутска он был помещен не в камеру, а в бокс, где температура воздуха чуть выше нуля градусов... Более двух суток Захарину М.С. не давали ни есть, ни спать.
В 2004 году Михаил Захарин написал жалобу в Страсбургский суд по правам человека на жестокое обращение.  Все эти травмы были зафиксированы врачом. Помимо подачи жалобы в Страсбургский суд по правам человека, Захарин написал жалобу на жестокое обращение в прокуратуру. Однако в возбуждении уголовного дела ему было отказано. По версии следствия, во время задержания и последующих допросов Михаил Захарин оказал сотрудникам правоохранительных органов ожесточенное сопротивление, в ходе которого к нему была применена физическая сила и он получил увечия. Через 4 месяца после подачи жалобы Захарина, прокуратора  возбудила дело по статье «Превышение должностных полномочий», но вскоре дело было прекращено «в связи с отсутствием состава преступления».

Из объяснения Михаила Захарина прокурору Иркутской области, государственному советнику юстиции второго класса Мерзлякову:
14 октября 2003 года я был задержан вместе с Зыряновым, Клабуком и Баженовым сотрудниками милиции возле гаража на ул. Красноярской и доставлен в УБОП на ул. Байкальскую, где мы узнали, что нас задержали по подозрению в убийстве какого-то Телущенко. Данную фамилию раньше я не знал. Со мной стали работать оперативники, конкретно кто, я не знал, так как фамилии мне никто не называл. Всего их было 5—6 человек — меня переводили из кабинета в кабинет, и оперативники менялись. Я им сразу же рассказал, как я оказался возле гаража, то есть я им рассказал, что меня попросил мой знакомый по имени Сергей, фамилию не знаю, и где живёт, тоже не знаю, перегнать а/м «Ленд-Крузер» из гаража в м/р-н Первомайский. Для этого он мне выдал ключи от гаража, а/м и два номера от автомашины... Работники милиции требовали от меня признаться, что именно я и мои друзья угнали эту машину. Я же им объяснял, что не знал о том, что машина значится в угоне. Меня поставили лицом к стене, на руках были наручники, а руки заведены за спину. И в этот момент стали задаваться вопросы, я или не я угнал а/м, и когда я ответил, что нет, то сзади меня дважды пнули ногой. Вначале по печени, затем руками и раза два пнули в промежность. После чего я упал от боли на пол. После этого меня перевели в другой кабинет Кто-то из четырёх присутствовавших спросил, не хочу ли я попробовать электрического тока. Сами они называли это детектором лжи. После чего они рядом со мной поставили металлический ящик стального цвета, открыли крышку, там была телефонная трубка, какие-то выключатели, и сбоку были два белых провода. Их мне прикрутили к пальцам рук сзади. Я раза четыре падал со стула, так как меня трясло всего. Всю ночь я провёл в УБОП, после чего меня увезли в ИВС, а перед этим вечером меня допросил следователь Орлов Р.В., который предъявил мне обвинение в убийстве Телущенко. Я от дачи показаний отказался по ст. 51 Конституции РФ, так как у меня сильно болела голова и мне нужно было время, чтобы вспомнить, где я мог находиться в начале сентября. На этом первый этап моих мучений окончился. 4 ноября 2003 года за мной в СИЗО приехали оперативники, один из них был Андрей, а другой по фамилии Хороших, и вывезли меня в УБОП. Баженова тоже в этот день вывозили из СИЗО, я его видел, когда нас выводили. У меня с собой была бритва, которой я порезал вены. Оперативники стали меня допрашивать и требовали признаться в убийстве Телущенко. На моё непризнание Андрей взял металлическую палку чёрного цвета размером 1 метр, внутри она была пустотелая и лёгкая. Я был в пуховике, а Андрей мне стал наносить этой палкой удары по ногам, выше колен, плечам, голове. Под вечер приехал следователь Орлов Р.В., вызвал моего адвоката и хотел меня допросить. Я допрашиваться не стал, и они уехали. После этого этот же Андрей стал вновь избивать меня руками и ногами из-за того, что я отказался от дачи показаний, и чтобы я отказался от своего адвоката. И в тот момент, когда кто-то из оперативников сказал: «Давай, тащи детектор лжи!» — я понял, что больше не выдержу, и вытащил и левого кармана брюк бритву и порезал себе с левой стороны шею. Оперативники, увидев это, оказали помощь, перебинтовали, после этого вновь стали бить, так как увидели, что раны неглубокие. Они стали говорить, что из-за меня они теперь пострадают материально.
Судебный процесс открылся 16 мая 2005 года и продлился больше года. Заседания суда проходили с беспрецедентными мерами безопасности. Присутствие корреспондентов СМИ и видеосъемка была запрещена. На скамье подсудимых в Иркутском областном суде оказались вместе с Михаилом Захариным еще 6 членов банды во главе с Михаилом Скрипником. Объем уголовного дела составил 60 томов. Одного из подельников Михаила Захарина защищал депутат Государственной думы РФ от ЛДПР от Иркутской области Николай Курьянович. На открытии судебного процесса гособвинитель подчеркнул, что преступления, совершенные Михаилом Захариным и его сообщниками, запугивали добропорядочных граждан Иркутска, что в свою очередь негативно отражалось на имидже правоохранительных и прочих государственных органов. 27 декабря 2006 года Иркутский областной суд признал Михаила Захарина виновным по ст.209 ч.2 УК РФ к 10 годам лишения свободы, по ст.105 ч.2 п. «а,е,ж,з» УК РФ (по убийству 14 декабря 2002 года и 5 сентября 2003 года) - к пожизненному лишению свободы, по ст.162 ч.З п. «а,б» УК РФ (за преступления от 19 марта, 26 мая и 2 октября 2003 года) -к 10 годам лишения свободы. На основании ст.69 ч.З УК РФ по совокупности преступлений суд окончательно назначил ему пожизненное лишение свободы с отбыванием наказания в исправительной колонии особого режима. Остальные фигуранты дела были приговорены к срокам от 7 лет до 23 лет.
После суда Михаил Захарин подал в Верховный суд Российской Федерации кассационную жалобу. В ней и дополнениях к ней, он не соглашаясь с приговором, указывал, что выводы суда, изложенные в приговоре, не соответствуют фактическим обстоятельствам дела, однако кассационная жалоба была отклонена
.

### В заключении
После суда Михаил Захарин был этапирован для отбытия уголовного наказания в Исправительную колонию № 18 Управления Федеральной службы исполнения наказаний по Ямало-Ненецкому автономному округу, более известную как «Полярная сова».
Находясь в заключении, Михаил Захарин много свободного времени стал посвящать физическим упражнениям и саморазвитию, в частности стал много читать. В октябре 2015 года Европейский суд по правам человека рассмотрел жалобу Михаила Захарина о пытках, поданную им еще в 2004 году и принял положительное решение, присудив ему в качестве компенсации за моральные страдания 30 000 евро. Свое решение Европейский суд аргументировал тем, что Россия отказалась провести независимое и тщательное расследование по их жалобам в прокуратуру в 2004 году и тем, что несмотря на просьбу Европейского суда предоставить полные копии следственных документов, российские власти отказались им предоставить все материалы уголовного дела, в которых было указано описание травм Захарина и расследование обстоятельств, при которых они были получены и выдали им только часть документов из дела, где описание травм и расследование обстоятельств отсутствовало, без какого-либо рационального объяснения своему поступку.
В середине 2010-х годов Михаил Захарин решил написать автобиографию. По его собственному признанию, в течение 2 лет по ночам он исписал шариковой ручкой 5 толстых тетрадей, после чего сумел их передать из тюрьмы своему адвокату, который в свою очередь передал рукопись писателю Андрею Рубанову, лауреату многочисленных литературных премий. Прочитав рукопись, Рубанов отнес ее в издательство «ОГИ» — один из лидеров российского книжного рынка в области интеллектуальной литературы, после чего книга под названием «Приговоренный к пожизненному. Книга, написанная шариковой ручкой» была издана в 2018 году тиражом в 5000 экземпляров и вызвала общественный резонанс в России. Книга была высоко оценена критиками, ей посвящали передачи на радио и статьи в газетах. Андрей Рубанов написал предисловие в книге, а журналист Андрей Калитин послесловие, с анализом материалов уголовного дела и обвинительного заключения. В своей автобиографии Михаил Захарин описал свой жизненный опыт, вынесенный из пережитого им в местах лишения свободы, а также свои мысли и размышления. Литературный критик Роман Сенчин высоко оценил книгу и назвал произведение Захарина уникальным художественным произведением и свидетельством о том, как устроены Российские тюрьмы, как проходит следствие и что происходит в Российиких местах заключения. Он отметил что автобиография Захарина лишена тюремной романтики и Захарин через призму своих мытарств пытается предостеречь тысячи молодых парней по всей стране от ведения криминального образа жизни. В своей автобиографии Захарин на своем уголовном деле и личном жизненном опыте попытался изобразить  несовершенство следственного процесса, в ходе которого подследственных за неимением очевидных доказательств вины подвергают разнообразным пыткам с целью получения признательных показаний.
В начале 2023 года пожилая мать Михаила Захарина подала ходатайство в суд о переводе сына в колонию особого режима «Снежинка», расположенную в Хабаровском крае, так как ездить туда на свидание с ним ей было гораздо ближе, чем за Полярный круг. Ее ходатайство было удовлетворено и в начале 2023 года Михаил Захарин покинул «Полярную сову» и был этапирован в «Снежинку». Однако через несколько месяцев его перевели в колонию «Черный дельфин», расположенную в Оренбургской области. Сам Захарин утверждал, что перевод в «Черный дельфин» был незаконен и являлся своеобразной местью со стороны сотрудников ФСИН за публикацию его книги и выставление их в нелицеприятном свете. В середине 2023 года он подал иск в Замоскворецкий суд Москвы, требуя признать его этапирование незаконным, который был удовлетворен, вследствие чего Захарин был обратно возвращен в «Снежинку».

Писатель Андрей Рубанов осудил действия сотрудников ФСИН, заявив следующее: 
Захарин сделал благое дело. Книга предостерегает тех, кто желает идти по кривой дороге преступного подвига. Наказывать его за книгу нельзя. Если Захарин за свою книгу отдаст жизнь, он победит, а репутация нашей системы исполнения наказаний пострадает, и это ещё мягко сказано.
Отбыв в тюремном заключении почти 20 лет, Михаил Захарин стал испытывать проблемы со здоровьем. В октябре 2023 года его сестра Мария заявила СМИ о том, что Михаил стал редко писать родственникам, часто подвергается дисциплинарным взысканиям и попадает в «Штрафной изолятор», вследствие чего его здоровье сильно ухудшилось. Однако жалоб от него зафиксировано не было.
В конце 2023 года он передал через своего адвоката корреспондентам газеты «Московский комсомолец» свой дневник, который он вел во время этапирования из «Снежинки» в «Черный дельфин». Фрагменты дневника были опубликованы в январе 2024 года. В своих записях Михаил Захарин подробно описал,  как этапируют осужденных к пожизненному лишению свободы и в каком состоянии находятся пересыльные тюрьмы.